# Letiště Bangkok-Don Muang
Mezinárodní letiště Bangkok-Don Muang (thajsky ท่าอากาศยานดอนเมือง, IATA: DMK, ICAO: VTBD) je spolu s letištěm Bangkok-Suvarnabhumi jedním ze dvou mezinárodních letišť obsluhující metropolitní oblast města Bangkok. Před otevřením letiště Suvarnabhumi v roce 2006 bylo Don Mueang známé jako Mezinárodní letiště Bangkok.
Letiště je považováno za jedno z nejstarších mezinárodních letišť na světě a nejstarší provozní letiště v Asii. Oficiálně bylo otevřeno jako základna thajského královského letectva 27. března 1914, ačkoli bylo používáno už dříve. Komerční lety začaly v roce 1924, čímž se stalo jedním z nejstarších komerčních letišť na světě. Prvním komerčním letem byl přílet společnosti KLM Royal Dutch Airlines.
V září 2006 bylo letiště Don Mueang uzavřeno a nahrazeno nově otevřeným letištěm Suvarnabhumi. Poté bylo opětovně otevřeno 24. března 2007 po rekonstrukcích. Po otevření nového letiště se stalo regionálním leteckým uzlem a de facto nízkonákladovým leteckým uzlem. V roce 2015 bylo největším nízkonákladovým letištěm na světě.